# Thénac (Dordogna)
Thénac è un comune francese di 386 abitanti situato nel dipartimento della Dordogna nella regione della Nuova Aquitania.

## Società

### Evoluzione demografica
Abitanti censiti